# Notomatachia cantuaria
Notomatachia cantuaria is een spinnensoort in de taxonomische indeling van de Desidae.
Het dier behoort tot het geslacht Notomatachia. De wetenschappelijke naam van de soort werd voor het eerst geldig gepubliceerd in 1970 door Raymond Robert Forster.